# قره‌گنای سفلی
قره‌گنای سفلی یکی از روستاهای استان آذربایجان شرقی است که در دهستان چاراویماق شرقی بخش شادیان شهرستان چاراویماق واقع شده‌است.این روستا ۲۳۰ نفر جمعیت دارد.